# Athanase Seromba
Athanase Seromba (geboren 1963) ist ein ruandischer römisch-katholischer Priester und Génocidaire, der wegen Völkermordes und Verbrechen gegen die Menschlichkeit während des 1994 begangenen Völkermordes in Ruanda verurteilt wurde.

## Verbrechen
Zur Zeit des Völkermordes war Seromba leitender Priester in einer katholischen Pfarrei bei Nyange in der Provinz Kibuye im Westen Ruandas. Er wurde überführt, Völkermord an 1500–2000 Tutsi begangen zu haben, indem er seine Kirche mit Bulldozern niederreißen ließ. Die Tutsi hatten sich vor extremistischen Hutu dorthin geflüchtet. Dabei handelte er nicht nur in der Absicht, viele Menschen zu töten, sondern auch mit dem Vorsatz, die Tutsi als Ethnie zu vernichten.
Im Juli 1994 flüchtete Seromba aus Ruanda. Katholische Mönche halfen ihm, nach Italien einzuwandern, seinen Namen zu ändern und auch dabei, als katholischer Priester „Anastasio Sumba Bura“ in einer Pfarrei bei Florenz zu arbeiten. Auf Druck von Carla Del Ponte, damals Chefanklägerin der Vereinten Nationen, stellte sich Seromba am 6. Februar 2002 dem Internationalen Strafgerichtshof für Ruanda. Zwei Tage später bekannte er sich in den Anklagepunkten Völkermord, Beihilfe zum Völkermord, Verschwörung zum Völkermord und Ausrottung als Verbrechen gegen die Menschheit „nicht schuldig“. Sein Strafverfahren  wurde am 20. September 2004 vor der 3. Kammer des Strafgerichtshofs eröffnet. Am 13. Dezember 2006 wurde er in erster Instanz schuldig gesprochen und zu einer 13-jährigen Haftstrafe verurteilt.
Seromba legte Berufung gegen seine Verurteilung ein. Am 12. März 2008 stellte die Berufungskammer des Strafgerichtshofs fest, dass Serombas Schuld noch schwerer wog als in der Vorinstanz bewiesen, bestätigte den Schuldspruch und verhängte eine lebenslange Freiheitsstrafe.
Am 27. Juni 2009 wurde Seromba nach Benin ausgeliefert. Er verbüßt seine Strafhaft in der Hauptstadt Porto Novo.